# De Krang
De Krang is een natuurgebied direct ten zuidwesten van Swartbroek. Het is in bezit van Natuurmonumenten en heeft een oppervlakte van 301 ha.
Het bestaat uit een kerngebied: Roukespeel en Laagbroek. Dit zijn beide peelvennen: laaggelegen kommen te midden van hoger gebied. Deze kommen zijn gescheiden door een dekzandrug waarop Swartbroek en de buurtschap Castert liggen, welke plaatsen door de Pelmersheideweg verbonden zijn.
Ook zijn er een aantal verspreid liggende delen, waaronder de Kootspeel, het Secretarisbos, een wat droger bos op een hoger gelegen deel, en het Vogelbosje direct ten oosten van Weert, dat al in 1916 werd aangekocht omdat daar toen op grote schaal kranskarwij voorkwam. Deze zeldzame plant is er echter in de loop van de jaren 40 van de 20e eeuw verdwenen. Tegen Swartbroek aan ligt nog een klein landgoedbos dat wat oudere eiken heeft.
Het natuurgebied is gelegen tussen de Leukerbeek in het noorden en de Tungelroyse Beek in het zuiden, al zijn er ook nog enkele gebiedjes aan de overzijde van de beken gelegen. Kleinere stromen zijn: Leegbroek, Noodbeek, Dijkerpeel en Theurkeslossing. Dit zijn aangelegde waterlopen, terwijl de Leukerbeek is gekanaliseerd. Hierdoor werd de natuurlijke kwel weggevangen en daalde het waterpeil. Aanleg van stuwen heeft het waterpeil weer hersteld.
Het gebied bestaat uit bos en akkerland. Een groot deel van het gebied is nat en bevat elzenbroekbos met tevens een hakhoutbeheer. Weliswaar heeft men vroeger het gebied trachten te ontwateren, maar tegenwoordig wordt de waterstand weer op peil gebracht.
Er is loof- en naaldbos te vinden, maar ook grasland en oude akkers. Er zijn poelen waar de alpenwatersalamander en kamsalamander gedijen. Waterviolier en holpijp geven aan dat er een goede waterkwaliteit is. Groot heksenkruid groeit ook in het gebied. Er zijn ook wandelingen uitgezet en er is een vogelkijkscherm.